# دزدی‌پوک
دزدی‌پوک (به لاتین: Dızdipok) یک منطقه مسکونی در جمهوری آذربایجان است که در شهرستان لریک واقع شده است. دزدی‌پوک ۳۲۰ نفر جمعیت دارد.

## ریشه واژه
ریشه نام این روستا تالشی است. برخی بر این باورند که نام این روستا تغییریافته واژه دزدیلیگ که یکی از کوه‌های پیرامون این روستا است گرفته شده است.